# 362 v.Chr.
Het jaar 362 v.Chr. is een jaartal volgens de christelijke jaartelling. 

## Gebeurtenissen

### Egypte
- Koning Agesilaüs II van Sparta arriveert met 1.000 Spartaanse hoplieten om militaire steun te geven aan de opstand tegen Perzië.

### Griekenland
- De Thebaanse generaal Epaminondas verslaat met zijn Boeotische bondgenoten de Spartanen in de Tweede Slag bij Mantinea.
- Tijdens de veldslag wordt Epaminondas dodelijk getroffen door een speer.
- Thebe verliest haar hegemonie als Griekse stadstaat op de Peloponnesos.

## Geboren
- Amyntas IV (~362 v.Chr. - ~336 v.Chr.), koning van Macedonië
- Eumenes van Cardië (~362 v.Chr. - ~316 v.Chr.), Grieks veldheer

## Overleden
- Epaminondas van Thebe (~418 v.Chr. - ~362 v.Chr.), Grieks staatsman en veldheer (56)